# Andrzej Kozłowski (rzeźbiarz)
Andrzej Kozłowski (ur. 12 lutego 1953 w miejscowości Sienno) – polski rzeźbiarz ludowy.
Rzeźbiarz ludowy związany z regionem świętokrzyskim, gdzie wychował się i mieszka do dziś. Od 1997 r. jest członkiem zarządu Stowarzyszenia Twórców Ludowych w Lublinie. Swoje prace prezentował na ponad 100 wystawach w Polsce i za granicą m.in. w Kielcach, Lublinie, Brukseli, Monachium oraz w Słowenii i Chorwacji. W Polsce najważniejsze wystawy odbyły się w Galerii Stowarzyszenia Twórców Ludowych w Lublinie, Muzeum Narodowym w Kielcach, Muzeum Wsi Kieleckiej w Kielcach, Centrum Edukacyjnym „Szklany Dom” w Ciekotach, Pustelni Złotego Lasu w Rytwianach oraz Muzeum Techniki w Maleńcu.

## Twórczość
Andrzej Kozłowski działalność artystyczną rozpoczął w 1970 r. Inspiracją dla pierwszych rzeźb były opowiadania i legendy świętokrzyskie, a następnie życie codzienne wsi i małych miasteczek. Powstały wówczas cykle prac: Diabły i czarownice, Sabat na Łysej Górze, Legenda o św. Emeryku, Panorama Świętokrzyska. Obok tematyki baśniowej w dorobku artysty znajdują się również prace sakralne, głównie postaci świętych, zwłaszcza: św. Franciszka, św. Wojciecha, św. Andrzeja, św. Józefa.

## Nagrody i odznaczenia
- Stypendium Ministra Kultury i Dziedzictwa Narodowego
- Srebrny i Złoty Krzyż Zasługi za propagowanie sztuki ludowej – odznaczenia przyznane przez Prezydenta RP
- Nagroda im. Władysława Orkana za wybitne osiągnięcia w dziedzinie upowszechnienia kultury i twórczości artystycznej w dziedzinie rzeźbiarstwa – przyznana przez Fundację im. Władysława Orkana – wyróżniony wspólnie z żoną Lucyną Kozłowską
- Nagroda Powiatowe Dęby – przyznana przez Starostwo Powiatowe
- Nagroda w plebiscycie „Zabawka przyjazna dziecku” – przyznana przez Muzeum Zabawek i Zabawy w Kielcach
- Tytuł Skarżyszczanin Roku w dziedzinie: Animator Życia Kulturalnego odznaczenie przyznane przez Prezydenta Miasta Skarżysko-Kamienna
- Tytuł Przyjaciela Radia Kielce
- Nagroda Polskiego Radia Kielce „Jawor u źródeł kultury” w kategorii rzeźba i malarstwo – wyróżniony wspólnie z żoną Lucyną Kozłowską